# سايكو-باس: الفلم
سايكو-باس: الفيلم (باليابانية: 劇場版 サイコパス، بالروماجي: Gekijō-ban Saiko Pasu) هو فيلم أنمي ياباني من إنتاج استوديو برودكشن آي جي، وعرض في أكثر من 100 مسرح. عرض لأول مرة في اليابان في 9 يناير عام 2015.

## القصة
تدور أحداث القصة في عام 2116، تقود أكاني تسونيموري الفرقة الأولى من في عملية ضد الإرهابيين الأجانب الذين تسللوا إلى اليابان. ينشب تبادل لإطلاق النار عندما يعترض الفريق للإرهابيين في منطقة وقوف السيارات، مما يؤدي إلى مقتل العديد من الإرهابيين بينما يتم القبض على الباقين. بالعودة إلى مقر، أمر الرئيس كاسيي شيموتسوكي بأن يقوم المحلل شيون كارانوموري بإجراء «مغرفة الذاكرة» على أحد الإرهابيين، ووجدوا صور لزميل أكاني القديم شينيا كوغامي بين الإرهابيين. تقدم أكاني طلباً للحصول على إذن للسفر إلى اتحاد جنوب شرق آسيا، للتحقيق في أمر شينيا كوغامي، ولاعتقاله واعادته إلى اليابان.

## الأداء الصوتي
أكاني تسونيموري
مؤدية الصوت : كانا هانازاوا
شينيا كوغامي
مؤدي الصوت : توموكازو سيكي
نوبوتشيكا غينوزا
مؤدي الصوت : كينجي نوجيما
ميكا شيموتسوكي
مؤدية الصوت : أياني ساكورا
يايوي كونيزوكا
مؤدية الصوت : شيزوكا إيتو
شو هيناكاوا
مؤدي الصوت : تاكاهيرو ساكوراي
شيون كارانومور
مؤدية الصوت : ميوكي ساواشيرو
تيبيه شوغو
مؤدي الصوت : هيروكي توتشي
جوجي سايغا
مؤدي الصوت : كازوهيرو ياماجي
دوميناتور
مؤدية الصوت : نوريكو هيداكا
نيتشولاس ونغ
مؤدي الصوت : هيروشي كاميا
ديسموند روتاغاندا
مؤدي الصوت : أونشو إيشيزوكا

## وصلات خارجية
- الموقع الرسمي (باليابانية)
- الموقع الرسمي عند فنميشن
- مقالات تستعمل روابط فنية بلا صلة مع ويكي بيانات